# Subnautica
A Subnautica túlélő-kalandjáték, amelyet az amerikai Unknown Worlds Entertainment fejlesztett és adott ki 2018 januárjában. A 4546B nevű óceánbolygón játszódik, melyen az Alterra bolygóközi küldetést végrehajtó Auróra nevű űrhajója lezuhan. A játékos feladata a bolygó, annak ökoszisztémájának és titkainak felfedezése, majd végső küldetése megmenekülni az égitestről.
A játékhoz az Unknown Worlds kiadott egy spin-offot 2019 januárjában Subnautica: Below Zero címen, amely a bolygó jeges oldalán játszódik, és bár időben követi az alapjáték történetét, mégsem titulálandó történetbeli folytatásnak. Azonban 2026-ra tervezett a Subnautica valós folytatásának, a Subnautica 2-nek korai hozzáférésű kiadásának megjelenése a Steamen, amely már többjátékos móddal is rendelkezik majd.

## Játékmenet

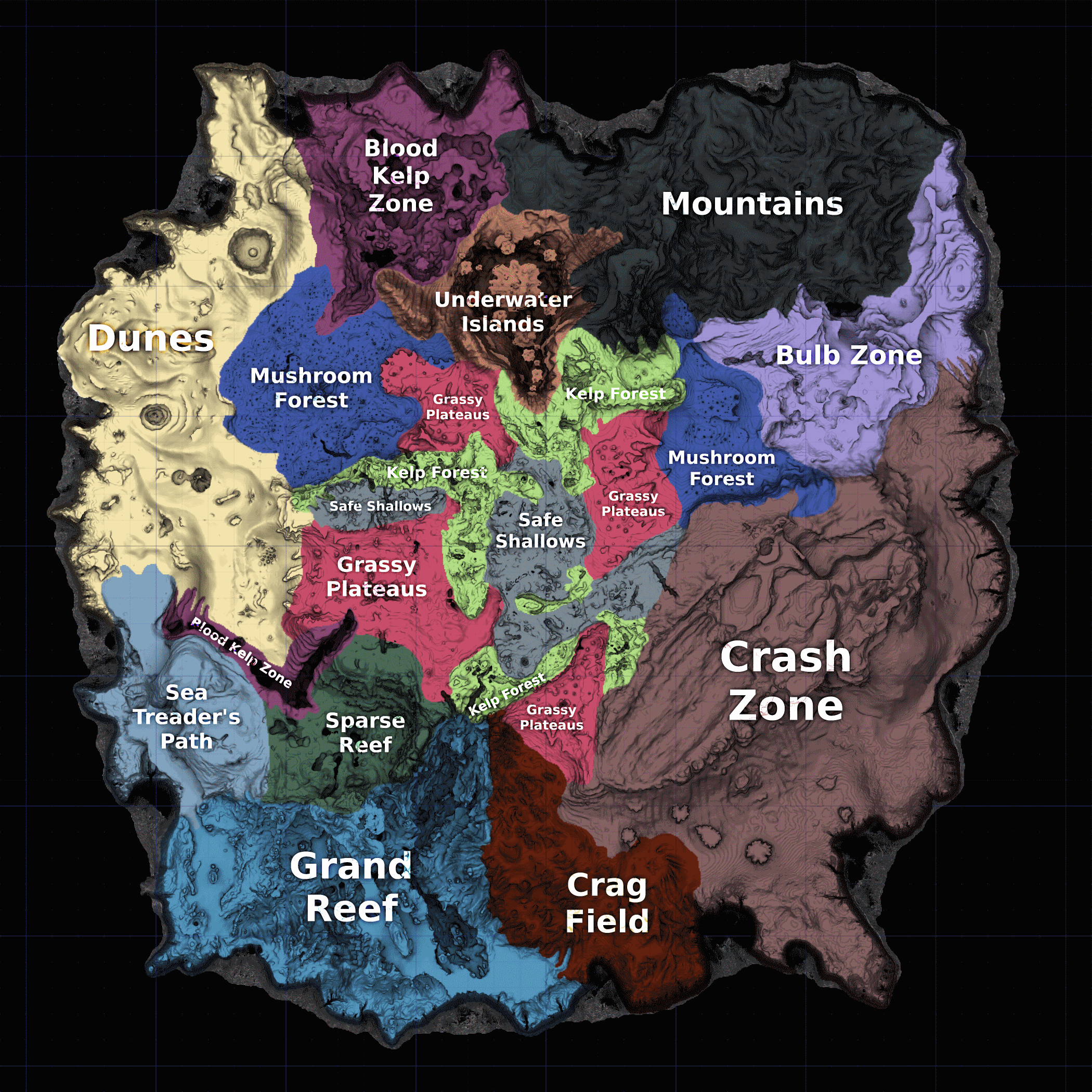
A Subnautica játszható térképe és biomjainak felosztása

A Subnautica egy open-world világban játszódik, ahol egy katasztrófa egyetlen túlélőjét irányítjuk. A játékos elsődleges célja az óceán felfedezése, veszélyeinek túlélése, ugyanakkor a katasztrófa okának felderítése és a bolygó titkainak felfedése, majd végül a bolygó elhagyása. A játékban nagy szerepet kap a nyersanyagok gyűjtögetése, mint a titán és a réz, melyekből a játékos eszközöket és tengeri járműveket készíthet, majd később a bázisépítés alapjaiként is szolgálnak. A játék a játszható területeket különböző biomokra tagolja, a könnyed, békés tájaktól egészen a nagy kihívást jelentő, veszélyesebb övezetekig, mindeközben mindegyikük egyedülálló ökoszisztémát, valamint új küldetéseket, struktúrákat, felfedezhető területeket tár a játékos elé.
A játék jelentős része a víz alatt játszódik egy nagyméretű térképen, mindössze két szárazföldi szigettel, és számos felfedezésre váró területtel, ronccsal és titokzatos építménnyel, melyek egy letűnt civilizáció hagyatékai.
Új játékmenet indításakor választani kell az alábbi nehézségi fokozatok közül: 
- Túlélő mód – a játékosnak figyelni kell az éhségre, a szomjúságra és az életerejére, valamint víz alatt az oxigénszintjére. Ha a játékos meghal, az eszköztára minimális gyérülésével bár, de újraéled.
- Szabad mód – túlélő mód, éhség és szomjúság nélkül.
- Hardcore mód – túlélő mód, de a játékos halála az aktuális játékmenet végeztét jelenti, a mentési fájl véglegesen törlődik.
- Kreatív mód – az életerőre, az éhségre, a szomjúságra és az oxigénszintre nem kell figyelni. Az összes tervrajz elérhető már a játék elején, és a tárgyak, eszközök készítéséhez nincs szükség nyersanyagokra. Ezenkívül a játék betöltésekor azonnal megjelennek az eszköztárban a fontosabb eszközök mint a bénítópuska, a mozgatható járműkészítő és az elemes sikló. Az eszközök és a járművek nem igényelnek energiát a működéshez, utóbbiak sérthetetlenek (kivéve, ha a játékos szándékosan károsítja őket).[6]

A játék továbbá teljesen kompatibilis és játszható virtuális valóság headsettel, mint a HTC Vive vagy az Oculus Rift.

## Cselekmény
A Subnautica a 22. században játszódik amikor az emberiség elkezd kolonizálni más csillagrendszereket. Az Alterra cég által épített Auróra nevű űrhajót elküldték egy rendszerre az ismert űr külső szakaszára, az első útjára. A küldetése, hogy egy fáziskaput építsen galaxisunk Adrian szárnyára és, hogy megkeressen egy rég elveszett űrhajót, a Degasit, ami tíz évvel korábban csapódott a 4546B nevű óceánbolygóba. Miután az Auróra rááll az égitest pályájára, egy titokzatos erő eltalálja annak orrát mely a lezuhanását eredményezi. A legénység a hajtó mentőkabinjaiba menekül és katapultál a lángoló Aurórából. A többi mentőkabin legénysége szerencsétlen körülmények között meghal - mely eseteket a játék során hol részletesen, hol rejtélyesen ismertetik is -, így a játékos magányos túlélő marad. Később a játékos megtalálja a keresett Degasi személyzetének feljegyzéseit, melyekből kiderül, hogy a rég elveszett űrhajó teljes legénysége halott.
A játékos felfedezi, hogy a bolygón régen létezett fejlett élet. Ez egy idegen faj, amely régen érkezett a bolygóra a Kharaa nevű baktérium kutatására. A Prekurzorok karanténba helyezték a 4546B-t, amikor a baktérium egy kutatás során, baleset okán elszabadult. A bolygó automatizált karantén-végrehajtási rendszere minden objektumot megsemmisít, amely megközelíti, vagy elhagyni próbálja azt, ezzel megakadályozva a baktérium bolygón kívüli továbbterjedését. Az Aurórát lelőtte a karantén ágyúja, mert úgy tűnt, leszállni szándékozik a bolygón. A játékos szemtanúja lesz egy másik űrhajó megsemmisülésének, a Napsugárnak, miután az észlelte az Auróra vészjelzését és a túlélők megmentéséért elutazott a bolygóra. A játékos megpróbálja hatástalanítani a védekezőrendszert, ám sikertelenül, ugyanis - és a játék ezt itt közli elsőként - már a Kharaa baktérium által fertőzött.
A karantén leállítása érdekében fel kell keresnie az Elsődleges Elszigetelési Létesítményt, több ezer méter mélyen a víz alatt, hogy megkeresse a Tengeri Császár néven ismert leviatánt. A gyógymód a 42-es enzim, amelyet maga a Tengeri Császár állít elő természetes biológiai folyamatainak melléktermékeként. Ez életben tartja a bolygó növény- és állatvilágát, de nem elegendő a baktérium felszámolására. A Tengeri Császár a játék során többször üzen telepatikusan a játékosnak, majd a találkozásukkor arra kéri, hogy segítsen kikeltetni utódjait, mivel a fiatal Tengeri Császárok tisztább formában állítják elő az enzimet. Miután a játékos kikelteti a leviatán tojásait a különféle növényekből készített keltető enzimmel, a karakter meggyógyítja magát az enzim megérintésével, ezzel felszámolva a fertőzést. A fiatal leviatánok egy portálon keresztül elhagyják a mélytengeri létesítményt, és a sekélyebb vizekbe mennek, majd enzimükkel a bolygó többi fertőzött életformáját is meggyógyítják. A játékos ezután szabadon leállíthatja a karantént, felépíthet egy Neptunusz mentőrakétát, és elhagyhatja a bolygót, ezzel elérkezve a játék történetbeli végére, amikor az idős Tengeri Császár utoljára üzen neki.

## Fejlesztés
A Subnauticát az Unknown Worlds Entertainment 2013. december 17-én jelentette be, a játék rendezője és vezető programozója Charlie Cleveland, producere Hugh Jeremy, zenei hanganyagainak készítője pedig Simon Chylinski volt. Cleveland elsődleges inspirációját a Minecraft adta, amely a hagyományos kihívás- és előrehaladás-orientáltság hátrahagyásával a szabadságot és a kreativitást részesíti előnyben. Ezt alátámasztja a PC Gamer magazin a Subnautica "víz alatti Minecraftként" történő említésével. A Natural Selection 2 fejlesztése után a csapat valami újat akart alkotni, ezért választották ezt az irányt. A Sandy Hook iskolai lövöldözés hatására a csapat úgy döntött, hogy erőszakmentes játékot készít, fegyverek nélkül. A fejlesztés során a Unity játékmotort választották, ezzel hátrahagyva korábbi projektjükhöz - a Natural Selection 2-höz - használt Spark motort.
A Subnautica 2014. december 16-án jelent meg korai hozzáférésben a Steam platformján, majd 2016. május 17-én Xbox One Preview keretében. Kezdetben a játék nem tartalmazott éhség- vagy szomjúságmechanikát, és a fejlesztőcsapat csak a játékosok kritikája nyomán vezette be ezeket. A teljes verzió 2018. január 23-án jelent meg Windowsra és macOS-re, majd 2018. december 4-én PlayStation 4-re és Xbox One-ra. A Nintendo Switch, PlayStation 5 és Xbox Series X és Series S verziók, valamint a Subnautica: Below Zero spin-off 2021. május 14-én jelentek meg.
2025. május 27-én a fejlesztők bejelentették, majd 2025. július 8-án a Subnautica megjelent Android és iOS operációs rendszerű eszközökre is.